# Michael Koch
Michael Koch (Lich, 13 gennaio 1966) è un ex cestista e allenatore di pallacanestro tedesco.

## Carriera
Con la Germania Ovest ha disputato i Campionati mondiali del 1986 e i Campionati europei del 1987.
Con la Germania ha disputato i Campionati mondiali del 1994 e due edizioni dei Campionati europei (1993, 1995).

## Palmarès

### Giocatore

#### Squadra
- Campionato tedesco: 6

Bayreuth: 1988-89
Bayer Leverkusen: 1991-92, 1992-93, 1993-94, 1994-95, 1995-96
- Campionato greco: 4

Panathinaikos: 1997-98, 1998-99, 1999-2000, 2000-01
- Coppa di Germania: 2

Bayreuth: 1988, 1989
- Coppa dei Campioni: 1

Panathinaikos: 1999-2000
- Coppa Intercontinentale: 1

Panathinaikos: 1996

#### Individuale
- Basketball-Bundesliga MVP: 1

Bayer Leverkusen: 1994-95